# Thomas Ebert
Thomas Ebert (Roskilde, 23 luglio 1973) è un canottiere danese, vincitore di due medaglie d'oro e una di bronzo nel quattro senza pesi leggeri ai Giochi olimpici e di sette titoli di campione del mondo.

## Palmarès
Olimpiadi
- Sydney 2000:  Bronzo nel 4 senza pesi leggeri.
- Atene 2004:  Oro nel 4 senza pesi leggeri.
- Pechino 2008:  Oro nel 4 senza pesi leggeri.

Campionati del mondo di canottaggio
- 1995 - Tampere:  Bronzo nel due senza pesi leggeri
- 1996 - Strathclyde:  Oro nel due senza pesi leggeri
- 1997 - Aiguebelette:  Oro nel 4 senza pesi leggeri
- 1998 - Colonia:  Oro nel 4 senza pesi leggeri
- 1999 - St. Catharines:  Oro nel 4 senza pesi leggeri
- 2001 - Lucerna:  Argento nel 4 senza pesi leggeri
- 2002 - Siviglia:  Oro nel 4 senza pesi leggeri
- 2003 - Milano:  Oro nel 4 senza pesi leggeri
- 2005 - Gifu:  Oro nel due senza pesi leggeri